# Saint-Michel-de-Chabrillanoux
Saint-Michel-de-Chabrillanoux är en kommun i departementet Ardèche i regionen Auvergne-Rhône-Alpes i sydöstra Frankrike. Kommunen ligger  i kantonen La Voulte-sur-Rhône som ligger i arrondissementet Privas. År 2022 hade Saint-Michel-de-Chabrillanoux 405 invånare.

## Befolkningsutveckling
Antalet invånare i kommunen Saint-Michel-de-Chabrillanoux
Referens: INSEE